# Namješteni sudski postupak
Namješteni sudski postupak (montirani sudski proces) javni je sudski postupak u kojemu je kazna okrivljeniku odlučena unaprijed. Koristi se kao klasično sredstvo progona političkih protivnika i drugih nepoželjnih osoba.

## Definicija
Namješteni politički sudski postupci su uobičajeni u diktatorskim sustavima kao sredstvo za uklanjanje nepodobnih osoba. 
Postupci se vode neuvažavanjem svih načela vladavine prava ili zakona i služe eliminaciji, obečašćenju i uništenju okrivljenika. Stoga su namješteni procesi često inscenirani kao veliki medijski spektakli sa svrhom zastrašivanja neistomišljenika.
Kritični stav prema vladi primjerice, optuživao se kao veleizdaja, špijunaža ili drugim sličnim optužbama. Druga inačica su fiktivna kaznena djela za koja se lažno optuživalo okrivljenika.
Okrivljenici praktički nemaju mogućnost za obranu a priznanje koja su obično na početku procea izjavili uslijedila su pod ucjenama ili nakon mučenja. Presuda je u većini slučajeva već unaprijed donesena. Optužnica se iznosi na polemičan način a presude su uglavnom teške.

## Poznati primjeri
Najpoznatiji namješteni sudski postupci u novijoj povijesti:
- Staljinove čistke, tzv. "Veliki Teror" u tadašnjem Sovjetskom Savezu
- Volksgerichtshof u Trećem Reichu
- Titove čistke nakon Drugog svjetskog rata (primjerice postupak protiv Alojzija Stepinca, Andrije Hebranga ili Milivoja Magdića[1]) i nakon Hrvatskog proljeća protiv brojnih domoljubnih hrvatskih disidenata kada se Tito na prijedlog Vladimira Bakarića i Edvarda Kardelja u jesen 1971. godine odlučio na protuudar i gušenje hrvatskog nacionalnog pokreta. "Vodeći drugovi" bili su odstranjeni, smijenjeni, umirovljeni, a u siječnju 1972. godine počeli su progoni proljećara koji su uhićeni, zatočeni i osuđeni na višegodišnje robije. Riječ je bila o vodećim hrvatskim intelektualcima kao primjerice Franjo Tuđman, Dražen Budiša, Petar Kriste, Ivan Zvonimir Čičak, Marko Veselica, Hrvoje Šošić, Vice Vukojević, Vlatko Pavletić i mnogi drugi. Sudovi i zatvori bili su prepuni istomišljenika hrvatskog nacionalnog pokreta, a doba oštre represije označilo je početak olovnih godina i hrvatske šutnje.[2]
- Dachauski procesi u Ljubljani. Bilo je sveukupno 10 montiranih političkih procesa između 1947. i 1949. godine a pripreme za te procese počele su ljeta 1946. godine.[3] Preživjeli zatočenici iz Dachaua optuženi su za izdaju i kolaboriranje s nacistima[3] odnosno kao agenti Gestapa.[4] Istraživanje je obuhvatilo 7380 Slovenaca, osuđeno je 37 osoba, protiv tri zaustavljen je istražni postupak a tri su osobe umrle tijekom istrage.[3]

## Galerija
- Francišek Nijepolocečki, partizan Poljske vojske, dobiva namješteni sud u komunističkoj Poljsci u 1947. godini.
- Uz njega, Valdemar Bačak dobiva smrtnu kaznu na takvom sudu, 1947. g.
- Karl dobiva smrtnu osudu na lažnom sudu Moskve u SSSR-u. U doba Staljinovih čistki, 1935.-1953. g.
- Dvanaestero socijalističkih partizana pogubljeno, Moskva, Lenjinova SSSR u 1922. godini
- Sud protiv preko 450 (na smrt oko 150) članova organizacije "Nezavisnost Ukrajine", SSSR. 1930. g.